# Aggsteiner Straße
Die Aggsteiner Straße B 33 ist eine Landesstraße in Österreich. Die Straße begleitet die Donau durch die Wachau zwischen Melk und Mautern an der Donau. Sie bietet einen guten Blick auf das gegenüberliegende Ufer, die Sonnseite mit den schönen Weinbaulagen. Benannt ist die Straße nach der Burgruine Aggstein.

## Verlauf
Die B 33 verläuft auf einer Länge von 34,7 km entlang des südlichen Ufers der Donau zwischen Melk und Mautern an der Donau. Der Straßenverlauf folgt stets dem Flussverlauf. Zunächst führt sie ab dem Abzweig von der B 1 Wiener Straße bei Melk am westlichen Rand des Dunkelsteinerwaldes entlang, ehe sie an dessen nördlichem Rand nach Mautern führt. Bei der Anschlussstelle Krems Süd mündet sie in die B 37 Kremser Straße
Der Teilabschnitt B 33a führt von Mautern über die Mauterner Brücke der Donau nach Krems und mündet in die B 3 Donau Straße.

## Geschichte
1837 ließ die Holzschwemm-Unternehmung der Herrschaft Weißenburg eine Straße von Melk nach Mautern errichten. Aufgrund der soliden Bauausführung durfte der Straßenbetreiber ab dem 1. Juli 1837 an der neu errichteten Pielachbrücke eine Brückenmaut in Höhe von zwei Kreuzern für jedes Zugtier verlangen.
Nach dem Anschluss Österreichs wurde diese Straße im Zuge der Vereinheitlichung des Straßensystems am 1. April 1940 in eine Landstraße I. Ordnung umgewandelt und als L.I.O. 41 bezeichnet. Am 23. März 1942 wurde sie durch einen Erlass des Generalinspekteurs für das Deutsche Straßenwesen zum Bestandteil der Reichsstraße 343, die von Melk über Znaim nach Pohrlitz führte.
Die Wachauer Straße am südlichen Donauufer gehört seit dem 1. Jänner 1949 zum Netz der Bundesstraßen in Österreich. Durch Bundesgesetz vom 3. Juni 1964 wurde der Name dieser Straße in Aggsteiner Straße abgeändert.

## Naturkatastrophen
Am 3. Juni 2024 ereignete sich am Ortsende von Aggsbach-Dorf (Kilometer 9,6) ein Felssturz. Mehr als 13.000 Kubikmeter Felsgestein krachten dabei auf die B33. Verletzt wurde niemand. Seitdem ist die Straße zwischen Aggsbach-Dorf und Aggstein in der Wachau gesperrt gewesen, die Aufräumarbeiten wurden am 21. März 2025 abgeschlossen.

## Bildgalerie

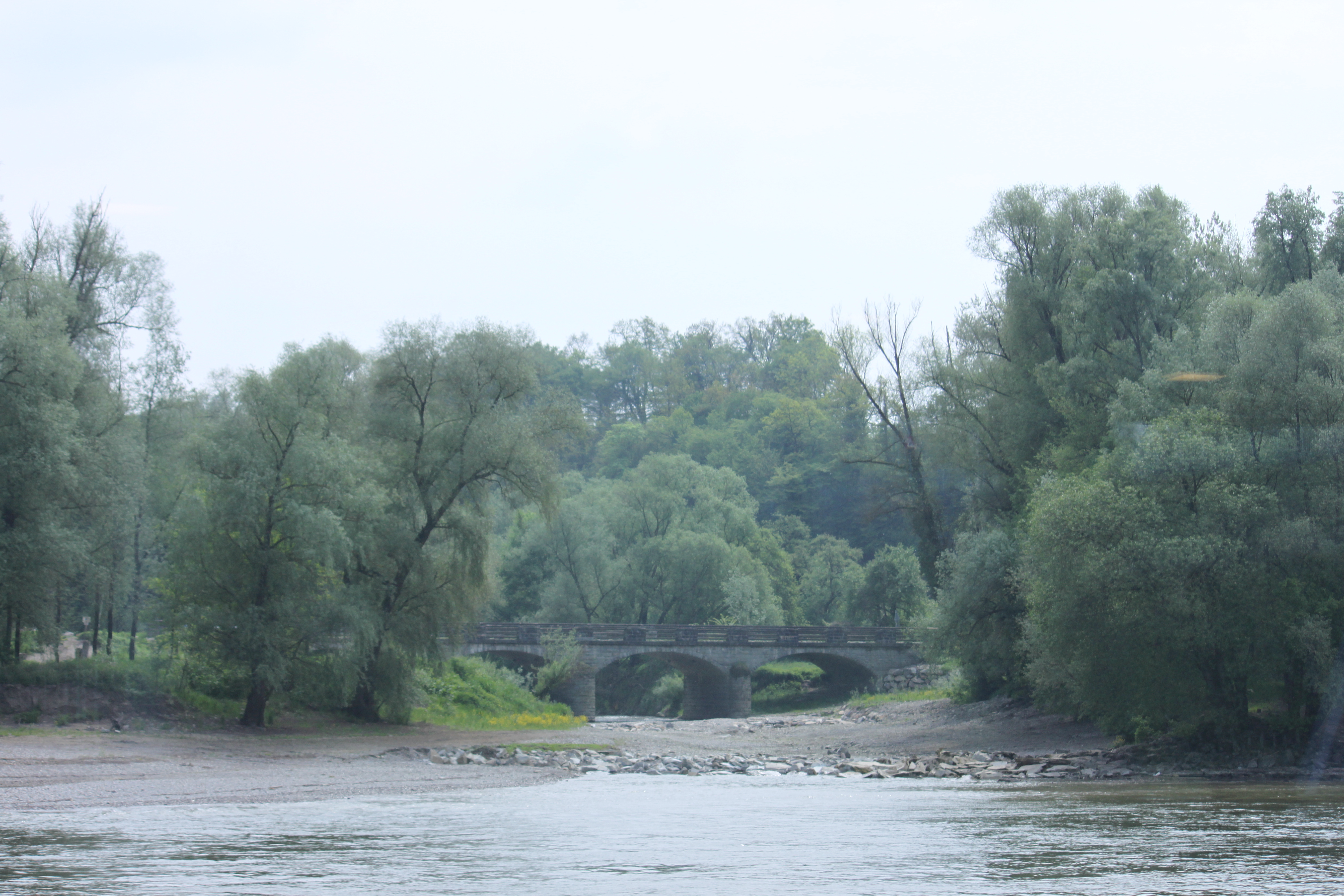
Brücke der B 33 über die Pielach bei Melk
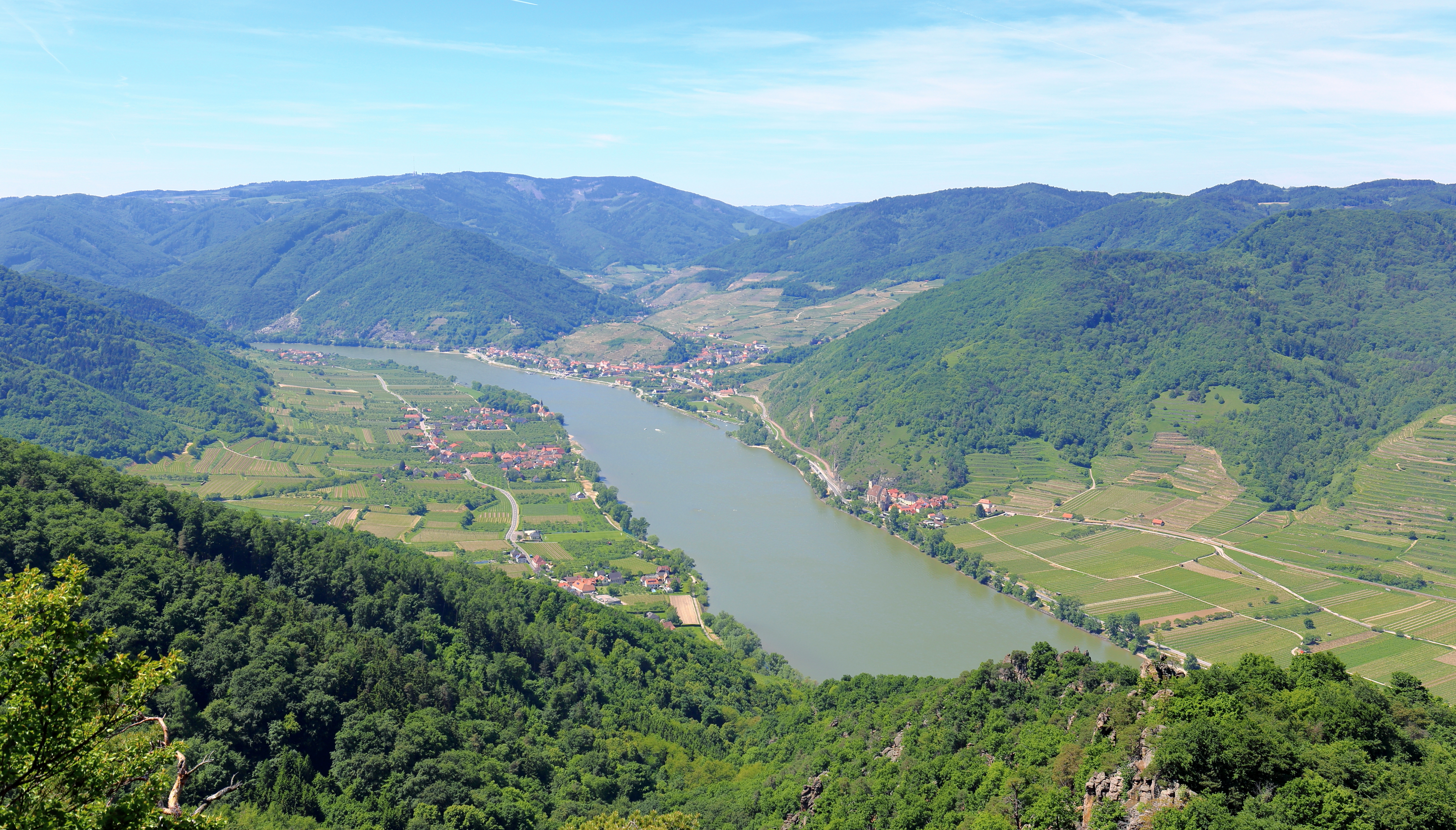
Blick ins Donautal, links die Aggsteiner Straße im Bereich Arnsdorf
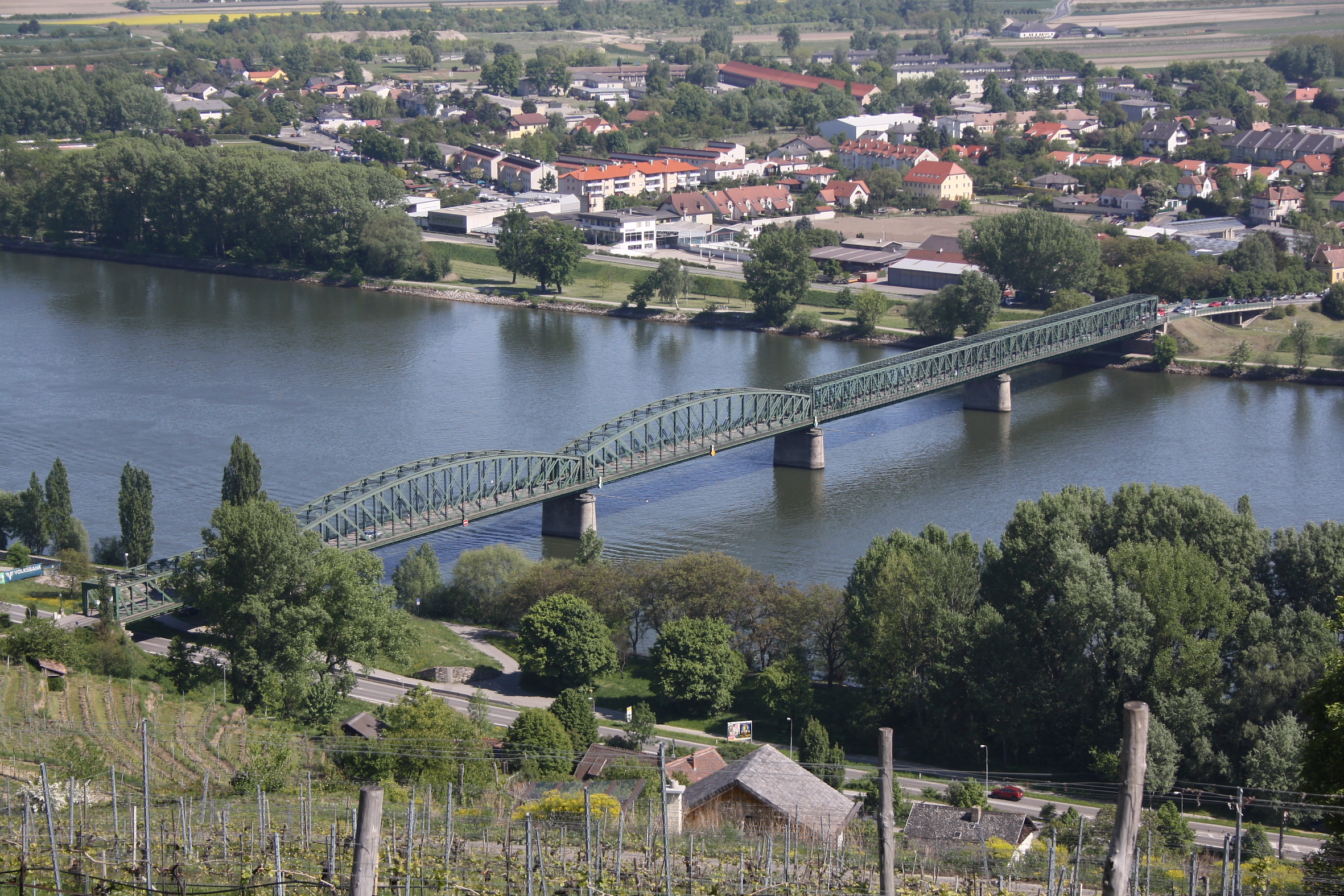
Donaubrücke über die die B 33a führt